# Ballophilus paucipes
Ballophilus paucipes är en mångfotingart som beskrevs av Chamberlin, R. 1920. Ballophilus paucipes ingår i släktet Ballophilus och familjen Ballophilidae.
Artens utbredningsområde är Fiji. Inga underarter finns listade i Catalogue of Life.